# Ophiuche degesalis
Ophiuche degesalis là một loài bướm đêm trong họ Erebidae.